# Round Lake (Minnesota)
Round Lake é uma cidade localizada no estado americano de Minnesota, no Condado de Nobles.

## Demografia
Segundo o censo americano de 2000, a sua população era de 424 habitantes.
Em 2006, foi estimada uma população de 406, um decréscimo de 18 (-4.2%).

## Geografia
De acordo com o United States Census Bureau tem uma área de
2,7 km², dos quais 2,7 km² cobertos por terra e 0,0 km² cobertos por água. Round Lake localiza-se a aproximadamente 474 m acima do nível do mar.

## Localidades na vizinhança
O diagrama seguinte representa as localidades num raio de 20 km ao redor de Round Lake.